# Миле Дакић
Миле Дакић (Утиња, 9. мај 1931 — Батајница, 7. јануар 2021) био је српски историчар, политичар и аутор пјесама и књига.

## Биографија
Био је професор у Карловцу, управник Народног свеучилишта и директор Меморијалног парка Петрова Гора (1963—1991). Од 1974. до 1987. био је предсједник Скупштине Општине Војнић. Касније постаје предсједник Југословенске самосталне демократске странке у Хрватској, затим потпредсједник Српског националног вијећа САО Крајине 1990/1991. Оснивач је радио-станице Глас Петрове Горе 1973. године, затим српске РТВ Петрова Гора 1991. Од 1992. до 1995. био је предсједник комисије Републике Српске Крајине за ратне и злочине геноцида.
У републици Србији 1997. постаје предсједник Удружења за помоћ избјеглицама и прогнаницима из Хрватске.
Објавио је више књига са тематиком историје српског народа у Хрватској, збирку приповједака, и више десетина расправа у часописима и зборницима. За књиге Крајина кроз вјекове и Бол у прсима примио је признања Академије Иво Андрић.
Као дијете био је свједок звјерстава која су починиле усташе током стварања обруча око ослобођене територије на Петровој Гори, 1942. године. То је тема коју често дотиче у својим дјелима.
Од последица вируса ковид-19 преминуо је на Божић 2021. године у Батајничкој болници.

## Одабрана дјела

### Књиге историјске тематике
- Петрова ми гора мати
- Петрова гора
- Спомен подручје Бијели Потоци — Каменско
- Злочин на Коларићу
- Споменици НОР-а на подручју заједнице опћина Карловац
- Меморијални парк Петрова Гора
- Историјске фотографије Петрове горе
- Српска Крајина - историјски темељи и настанак, Книн 1994.
- Крајина кроз вјекове, Београд 2002. Награда Академије Иво Андрић.

### Збирке приповједака
- Бол у прсима, Београд 2007. Награда Академије Иво Андрић.

### Збирке пјесама
- Ломаче. ., COBISS.SR-ID 147807756